# Матчи сборной Украины по футболу (2020—2029)
В этой статье представлен список матчей сборной Украины по футболу в период с 2020 по 2029 годы.

## РейтингФИФАсборной Украины по футболу
| Дата         | 20 февраля 2020 | 18 февраля 2021 | 10 февраля 2022 | 6 апреля 2023 | 15 февраля 2024 | 3 апреля 2025 |
| ------------ | --------------- | --------------- | --------------- | ------------- | --------------- | ------------- |
| Рейтинг      | 24              | 24              | 27              | 30            | 24              | 25            |
| Кол-во очков | 1537            | 1521            | 1535.08         | 1530.04       | 1553.35         | 1559.81       |

## 2020 год
| 1 (266) Лига наций УЕФА 2020/2021 Лига A Матч группы 4 3 сентября 2020 21:45 UTC+3 +14°C                                                                     | \| Украина \| 2:1 (1:1) протокол УЕФА протокол УАФ \| Швейцария \| \| Ярмоленко 12′ · Зинченко 69′ \| Голы \| 42′ Сеферович \| | Украина, Львов · Стадион: «Арена Львов» · Зрителей: без зрителей · Судья: Андреас Экберг · Лайнсмен: Мехмет Джулум · Лайнсмен: Стефан Халлберг |
| Составы: Украина: Пятов (к), Тымчик, Кривцов, Матвиенко, Михайличенко, Степаненко, Малиновский, Ярмоленко, Зинченко, Коноплянка (Яремчук, 54), Жуниор Мораес | | |
| Украина | 2:1 (1:1) протокол УЕФА протокол УАФ                                                                                           | Швейцария |
| Ярмоленко 12′ · Зинченко 69′ | Голы | 42′ Сеферович |

| 2 (267) Лига наций УЕФА 2020/2021 Лига A Матч группы 4 6 сентября 2020 21:45 UTC+2 +32°C                                                                                        | \| Испания \| 4:0 (3:0) протокол УЕФА протокол УАФ \| Украина \| \| Серхио Рамос 4′ (пен.) · Серхио Рамос 30′ · Ансу Фати 33′ · Ферран Торрес 85′ \| Голы \| \| | Испания, Мадрид · Стадион: «Альфредо ди Стефано» · Зрителей: без зрителей · Судья: Бенуа Бастьен · Лайнсмен: Хишам Закрани · Лайнсмен: Фредерик Хакетт |
| Составы: Украина: Пятов (к), Тымчик, Матвиенко, Кривцов, Михайличенко, Харатин (Сидорчук, 63), Малиновский, Ярмоленко (Коваленко, 79), Зинченко, Яремчук, Марлос (Цыганков, 55) | | |
| Испания | 4:0 (3:0) протокол УЕФА протокол УАФ | Украина |
| Серхио Рамос 4′ (пен.) · Серхио Рамос 30′ · Ансу Фати 33′ · Ферран Торрес 85′                                                                                                   | Голы | |

| 3 (268) Товарищеский матч 7 октября 2020 22:10 UTC+2 +14°C | \| Франция \| 7:1 (4:0) протокол УЕФА протокол УАФ \| Украина \| \| Камавинга 9′ · Жиру 24′ · Жиру 34′ · Миколенко 40′ (авт.) · Толиссо 65′ · Мбаппе 82′ · Гризманн 89′ \| Голы \| 53′ Цыганков \| | Франция, Сен-Дени · Стадион: «Стад де Франс» · Зрителей: 1 000 · Судья: Андрис Трейманис · Лайнсмен: Харалдс Гудерманис · Лайнсмен: Алексей Спасенников |
| Составы: Украина: Бущан, Конопля, Забарный, Миколенко (Чеберко, 46), Михайличенко (Соболь, 46), Макаренко (Шепелев, 62), Харатин, Малиновский (Цыганков, 46), Ярмоленко (к) (Яремчук, 62), Зубков (Безус, 71), Шапаренко | | |
| Франция | 7:1 (4:0) протокол УЕФА протокол УАФ | Украина |
| Камавинга 9′ · Жиру 24′ · Жиру 34′ · Миколенко 40′ (авт.) · Толиссо 65′ · Мбаппе 82′ · Гризманн 89′ | Голы | 53′ Цыганков |

| 4 (269) Лига наций УЕФА 2020/2021 Лига A Матч группы 4 10 октября 2020 21:45 UTC+3 +13°C | \| Украина \| 1:2 (0:1) протокол УЕФА протокол УАФ \| Германия \| \| Малиновский 77′ (пен.) \| Голы \| 20′ Гинтер · 49′ Горецка \| | Украина, Киев · Стадион: «Олимпийский» · Зрителей: 17 573 · Судья: Орел Гринфельд · Лайнсмен: Рой Хассан · Лайнсмен: Идан Яркони |
| Составы: Украина: Бущан, Караваев, Забарный, Миколенко, Соболь, Малиновский, Сидорчук (Макаренко, 84), Коваленко (Шапаренко 76), Ярмоленко (к) (Марлос, 69), Яремчук, Цыганков (Зубков, 69) | | |
| Украина | 1:2 (0:1) протокол УЕФА протокол УАФ                                                                                               | Германия |
| Малиновский 77′ (пен.) | Голы | 20′ Гинтер · 49′ Горецка |

| 5 (270) Лига наций УЕФА 2020/2021 Лига A Матч группы 4 13 октября 2020 21:45 UTC+3 +15°C                                                                      | \| Украина \| 1:0 (0:0) протокол УЕФА протокол УАФ \| Испания \| \| Цыганков 76′ \| Голы \| \| | Украина, Киев · Стадион: «Олимпийский» · Зрителей: 10 495 · Судья: Павел Гиль · Лайнсмен: Конрад Сапела · Лайнсмен: Марцин Борковски |
| Составы: Украина: Бущан, Караваев, Забарный, Миколенко, Соболь, Сидорчук (Коваленко, 60), Макаренко, Шапаренко, Ярмоленко (к), Яремчук, Зубков (Цыганков, 65) |                                                                                                | |
| Украина | 1:0 (0:0) протокол УЕФА протокол УАФ                                                           | Испания |
| Цыганков 76′ | Голы                                                                                           | |

| 6 (271) Товарищеский матч 11 ноября 2020 21:45 UTC+1 +4°C | \| Польша \| 2:0 (1:0) протокол УЕФА протокол УАФ \| Украина \| \| Пентек 40′ · Модер 63′ \| Голы \| \| | Польша, Хожув · Стадион: «Шлёнски» · Зрителей: без зрителей · Судья: Мануэль Шюттенгрубер · Лайнсмен: Роланд Бранднер · Лайнсмен: Роланд Ридель |
| Составы: Украина: Лунин, Конопля (Бондарь, 63), Кривцов, Матвиенко, Михайличенко, Коваленко (Сидорчук, 76), Макаренко, Зинченко (Харатин, 56), Ярмоленко (к) (Марлос, 46), Яремчук (Жуниор Мораес, 46), Зубков (Цыганков, 46) | | |
| Польша | 2:0 (1:0) протокол УЕФА протокол УАФ                                                                    | Украина |
| Пентек 40′ · Модер 63′ | Голы | |

| 7 (272) Лига наций УЕФА 2020/2021 Лига A Матч группы 4 14 ноября 2020 21:45 UTC+1 +11°C | \| Германия \| 3:1 (2:1) протокол УЕФА протокол УАФ \| Украина \| \| Лерой Сане 23′ · Тимо Вернер 33′, 64′ \| Голы \| 12′ Роман Яремчук \| | Германия, Лейпциг · Стадион: «Ред Булл Арена» · Зрителей: без зрителей · Судья: Овидиу Хацеган · Лайнсмен: Октавиан Шовре · Лайнсмен: Себастьян Георге |
| Составы: Украина: Пятов (к), Конопля, Забарный, Матвиенко, Соболь, Малиновский, Степаненко (Макаренко, 69), Зинченко (Харатин, 86), Марлос, Яремчук (Жуниор Мораес, 75), Зубков (Михайличенко, 75) | | |
| Германия | 3:1 (2:1) протокол УЕФА протокол УАФ | Украина |
| Лерой Сане 23′ · Тимо Вернер 33′, 64′ | Голы | 12′ Роман Яремчук |

| 8 (273) Лига наций УЕФА 2020/2021 Лига A Матч группы 4 17 ноября 2020 21:45 UTC+1 +6°C | \| Швейцария \| отменён[2] 3:0 (техническое поражение)[3] протокол УЕФА протокол УАФ \| Украина \| | Швейцария, Люцерн · Стадион: «Свисспорарена» · Зрителей: без зрителей · Судья: Тасос Сидиропулос · Лайнсмен: Полихронис Костарас · Лайнсмен: Лазарос Димитриадис |
| Швейцария                                                                              | отменён 3:0 (техническое поражение) протокол УЕФА протокол УАФ                                     | Украина |

## 2021 год
| 1 (274) Отборочный турнир XXII чемпионата мира Матч группы C 24 марта 2021 21:45 UTC+1 +13°C                                                                                         | \| Франция \| 1:1 (1:0) протокол (ФИФА) протокол (УЕФА) протокол (рус.) \| Украина \| \| Гризманн 19′ \| Голы \| 57′ Сидорчук \| | Франция, Сен-Дени · Стадион: «Стад де Франс» · Зрителей: без зрителей · Судья: Тобиас Штилер · Лайнсмен: Кристиан Гиттельманн · Лайнсмен: Марко Ахмюллер |
| Составы: Украина: Бущан, Миколенко, Матвиенко, Кривцов, Забарный, Караваев, Сидорчук (Коваленко, 79), Зинченко (к), Шапаренко (Зубков, 86), Малиновский, Яремчук (Жуниор Мораес, 72) | | |
| Франция | 1:1 (1:0) протокол (ФИФА) протокол (УЕФА) протокол (рус.)                                                                        | Украина |
| Гризманн 19′ | Голы | 57′ Сидорчук |

| 2 (275) Отборочный турнир XXII чемпионата мира Матч группы C 28 марта 2021 21:45 UTC+3 +8°C                                                                                       | \| Украина \| 1:1 (0:0) протокол (ФИФА) протокол (УЕФА) протокол (рус.) \| Финляндия \| \| Жуниор Мораес 80′ \| Голы \| 89′ (пен.) Пукки \| | Украина, Киев · Стадион: «Олимпийский» · Зрителей: без зрителей · Судья: Иштван Ковач · Лайнсмен: Василе Маринеску · Лайнсмен: Овидиу Артене |
| Составы: Украина: Бущан, Миколенко, Матвиенко, Забарный, Караваев, Макаренко (Коваленко, 78), Соболь, Зинченко (к), Малиновский, Зубков (Марлос, 58), Яремчук (Жуниор Мораес, 68) | | |
| Украина | 1:1 (0:0) протокол (ФИФА) протокол (УЕФА) протокол (рус.)                                                                                   | Финляндия |
| Жуниор Мораес 80′ | Голы | 89′ (пен.) Пукки |

| 3 (276) Отборочный турнир XXII чемпионата мира Матч группы C 31 марта 2021 21:45 UTC+3 +10°C | \| Украина \| 1:1 (1:0) протокол (ФИФА) протокол (УЕФА) протокол (рус.) \| Казахстан \| \| Яремчук 20′ \| Голы \| 59′ Мужиков \| | Украина, Киев · Стадион: «Олимпийский» · Зрителей: без зрителей · Судья: Матей Юг · Лайнсмен: Матей Жунич · Лайнсмен: Грега Кордеж |
| Составы: Украина: Трубин, Михайличенко, Матвиенко, Кривцов, Караваев (Тымчик, 87), Сидорчук (Марлос, 67), Зинченко (к), Шапаренко (Довбик, 81), Малиновский, Жуниор Мораес (Зубков,67), Яремчук | | |
| Украина | 1:1 (1:0) протокол (ФИФА) протокол (УЕФА) протокол (рус.)                                                                        | Казахстан |
| Яремчук 20′ | Голы | 59′ Мужиков |

| 4 (277) Товарищеский матч 23 мая 2021 21:00 UTC+3 +20°C | \| Украина \| 1:1 (0:1) протокол УЕФА протокол (рус.) \| Бахрейн \| \| Цыганков 90+1′ \| Голы \| 75′ (пен.) Зия Саид \| | Украина, Харьков · Стадион: «Металлист» · Зрителей: 19 000 · Судья: Павел Орел · Лайнсмен: Петер Блазей · Лайнсмен: Камил Гаек |
| Составы: Украина: Трубин, Миколенко, Матвиенко, Кривцов (Попов, 63), Тымчик (Караваев, 78), Степаненко (к) (Судаков, 46), Марлос, Макаренко (Сидорчук, 63), Шапаренко, Зубков (Цыганков, 46), Беседин (Довбик, 46) | | |
| Украина | 1:1 (0:1) протокол УЕФА протокол (рус.)                                                                                 | Бахрейн |
| Цыганков 90+1′ | Голы | 75′ (пен.) Зия Саид |

| 5 (278) Товарищеский матч 3 июня 2021 21:00 UTC+3 +11°C | \| Украина \| 1:0 (1:0) протокол УЕФА протокол (рус.) \| Северная Ирландия \| \| Зубков 10′ \| Голы \| \| | Украина, Днепр · Стадион: «Днепр-Арена» · Зрителей: 15 000 · Судья: Шимон Марциняк · Лайнсмен: Павел Сокольницки · Лайнсмен: Томаш Листкевич |
| Составы: Украина: Бущан, Миколенко, Матвиенко, Забарный, Караваев, Сидорчук (Степаненко, 76), Зубков (Марлос, 46), Шапаренко (Судаков, 72), Малиновский, Ярмоленко (к), Яремчук (Беседин, 46) | | |
| Украина | 1:0 (1:0) протокол УЕФА протокол (рус.)                                                                   | Северная Ирландия |
| Зубков 10′ | Голы | |

| 6 (279) Товарищеский матч 7 июня 2021 19:00 UTC+3 +18°C | \| Украина \| 4:0 (2:0) протокол УЕФА протокол (рус.) \| Кипр \| \| Ярмоленко 37′ (пен.) · Зинченко 45+2′ (пен.) · Яремчук 59′ · Ярмоленко 65′ \| Голы \| \| | Украина, Харьков · Стадион: «Металлист» · Зрителей: 18 000 · Судья: Виталий Спасенников · Лайнсмен: Раймонд Татрикс · Лайнсмен: Мартин Свипстс |
| Составы: Украина: Пятов (к), Соболь, Матвиенко (Караваев, 60), Кривцов, Забарный, Макаренко (Степаненко, 46), Зубков (Марлос, 46), Зинченко, Малиновский (Судаков, 67), Ярмоленко (Шапаренко, 70), Яремчук (Беседин, 67) | | |
| Украина | 4:0 (2:0) протокол УЕФА протокол (рус.) | Кипр |
| Ярмоленко 37′ (пен.) · Зинченко 45+2′ (пен.) · Яремчук 59′ · Ярмоленко 65′ | Голы | |

| 7 (280) Финальный турнир XVI чемпионата Европы Матч группы C 13 июня 2021 22:00 UTC+2 +23°C                                                                    | \| Нидерланды \| 3:2 (0:0) протокол УЕФА протокол (рус.) \| Украина \| \| Вейналдум 52′ · Вегхорст 59′ · Дюмфрис 85′ \| Голы \| 75′ Ярмоленко · 79′ Яремчук \| | Нидерланды, Амстердам · Стадион: «Йохан Кройфф Арена» · Зрителей: 15 837 · Судья: Феликс Брых · Лайнсмен: Марк Борш · Лайнсмен: Штефан Лупп · Видеоарбитр: Марко Фритц |
| Составы: Украина: Бущан, Миколенко, Матвиенко, Забарный, Караваев, Сидорчук, Зубков (Марлос, 13, Шапаренко, 64), Зинченко, Малиновский, Ярмоленко (к), Яремчук | | |
| Нидерланды | 3:2 (0:0) протокол УЕФА протокол (рус.) | Украина |
| Вейналдум 52′ · Вегхорст 59′ · Дюмфрис 85′ | Голы | 75′ Ярмоленко · 79′ Яремчук |

| 8 (281) Финальный турнир XVI чемпионата Европы Матч группы C 17 июня 2021 16:00 UTC+3 +26°C | \| Украина \| 2:1 (2:0) протокол УЕФА протокол (рус.) \| Северная Македония \| \| Ярмоленко 29′ · Яремчук 34′ \| Голы \| 57′ (пен.) Алиоский \| | Румыния, Бухарест · Стадион: «Национальный» · Зрителей: 10 001 · Судья: Фернандо Андрес Рапаллини · Лайнсмен: Хуан Пабло Белатти · Лайнсмен: Диего Ямиль Бонфа · Видеоарбитр: Алехандро Эрнандес |
| Составы: Украина: Бущан, Миколенко, Матвиенко, Забарный, Караваев, Степаненко, Зинченко, Шапаренко (Сидорчук, 78), Малиновский (Соболь, 90+2), Ярмоленко (к) (Цыганков, 70), Яремчук (Беседин, 70) | | |
| Украина | 2:1 (2:0) протокол УЕФА протокол (рус.) | Северная Македония |
| Ярмоленко 29′ · Яремчук 34′ | Голы | 57′ (пен.) Алиоский |

| 9 (282) Финальный турнир XVI чемпионата Европы Матч группы C 21 июня 2021 19:00 UTC+3 +25°C                                                                                     | \| Украина \| 0:1 (0:1) протокол УЕФА протокол (рус.) \| Австрия \| \| \| Голы \| 21′ Баумгартнер \| | Румыния, Бухарест · Стадион: «Национальный» · Зрителей: 10 472 · Судья: Джюнейт Чакыр · Лайнсмен: Бахаттин Дуран · Лайнсмен: Тарик Энгюн · Видеоарбитр: Массимилиано Иррати |
| Составы: Украина: Бущан, Миколенко (Беседин, 85), Матвиенко, Забарный, Караваев, Сидорчук, Зинченко, Шапаренко (Марлос, 68), Малиновский (Цыганков, 46), Ярмоленко (к), Яремчук | | |
| Украина | 0:1 (0:1) протокол УЕФА протокол (рус.)                                                              | Австрия |
| | Голы                                                                                                 | 21′ Баумгартнер |

| 10 (283) Финальный турнир XVI чемпионата Европы Матч 1/8 финала 29 июня 2021 22:00 UTC+1 +22°C | \| Швеция \| 1:2 (1:1, 1:1, 1:1) доп.вр. протокол УЕФА протокол (рус.) \| Украина \| \| Форсберг 43′ \| Голы \| 27′ Зинченко · 120+1′ Довбик \| | Шотландия, Глазго · Стадион: «Хэмпден Парк» · Зрителей: 9 221 · Судья: Даниэле Орсато · Лайнсмен: Алессандро Джаллатини · Лайнсмен: Фабьяно Прети · Видеоарбитр: Массимилиано Иррати |
| Составы: Украина: Бущан, Караваев, Матвиенко, Кривцов, Забарный, Сидорчук (Безус, 118), Степаненко (Макаренко, 95), Зинченко, Шапаренко (Малиновский, 61), Ярмоленко (к) (Довбик, 105), Яремчук (Беседин, 91, Цыганков, 101) | | |
| Швеция | 1:2 (1:1, 1:1, 1:1) доп.вр. протокол УЕФА протокол (рус.)                                                                                       | Украина |
| Форсберг 43′ | Голы | 27′ Зинченко · 120+1′ Довбик |

| 11 (284) Финальный турнир XVI чемпионата Европы Матч 1/4 финала 3 июля 2021 22:00 UTC+2 +27°C                                                                    | \| Украина \| 0:4 (0:1) протокол УЕФА протокол (рус.) \| Англия \| \| \| Голы \| 4′, 50′ Кейн · 46′ Магуайр · 63′ Хендерсон \| | Италия, Рим · Стадион: «Олимпийский» · Зрителей: 11 880 · Судья: Феликс Брых · Лайнсмен: Марк Борш · Лайнсмен: Штефан Лупп · Видеоарбитр: Марко Фритц |
| Составы: Украина: Бущан, Миколенко, Матвиенко, Кривцов (Цыганков, 35), Забарный, Караваев, Сидорчук (Макаренко, 64), Зинченко, Шапаренко, Ярмоленко (к), Яремчук | | |
| Украина | 0:4 (0:1) протокол УЕФА протокол (рус.)                                                                                        | Англия |
| | Голы | 4′, 50′ Кейн · 46′ Магуайр · 63′ Хендерсон |

| 12 (285) Отборочный турнир XXII чемпионата мира Матч группы C 1 сентября 2021 17:00 UTC+6 +16°C                                                                                               | \| Казахстан \| 2:2 (0:1) протокол (ФИФА) протокол (УЕФА) протокол (рус.) \| Украина \| \| Валиуллин 74′, 90+6′ \| Голы \| 2′ Яремчук · 90+3′ Сикан \| | Казахстан, Нур-Султан · Стадион: «Астана Арена» · Зрителей: 6 274 · Судья: Донатас Румшас · Лайнсмен: Александр Радиус · Лайнсмен: Довидас Сужеделис · Видеоарбитр: Кевин Блом |
| Составы: Украина: Пятов, Миколенко, Матвиенко, Забарный, Караваев, Сидорчук (Шапаренко, 75), Соболь (Сикан, 82), Зинченко, Буяльский (Малиновский, 58), Ярмоленко (к), Яремчук (Цыганков, 58) | | |
| Казахстан | 2:2 (0:1) протокол (ФИФА) протокол (УЕФА) протокол (рус.)                                                                                              | Украина |
| Валиуллин 74′, 90+6′ | Голы | 2′ Яремчук · 90+3′ Сикан |

| 13 (286) Отборочный турнир XXII чемпионата мира Матч группы C 4 сентября 2021 21:45 UTC+2 +10°C                                                                                               | \| Украина \| 1:1 (1:0) протокол (ФИФА) протокол (УЕФА) протокол (рус.) \| Франция \| \| Шапаренко 44′ \| Голы \| 50′ Марсьяль \| | Украина, Киев · Стадион: «Олимпийский» · Зрителей: 47 380 · Судья: Славко Винчич · Лайнсмен: Томаж Кланчник · Лайнсмен: Андраж Ковачич · Видеоарбитр: Бастиан Данкерт |
| Составы: Украина: Пятов (к), Миколенко, Матвиенко, Кривцов, Забарный, Тымчик, Степаненко, Цыганков (Малиновский, 82), Шапаренко (Сидорчук, 90), Ярмоленко (Зубков, 90+3), Яремчук (Сикан, 82) | | |
| Украина | 1:1 (1:0) протокол (ФИФА) протокол (УЕФА) протокол (рус.)                                                                         | Франция |
| Шапаренко 44′ | Голы | 50′ Марсьяль |

| 14 (287) Товарищеский матч 8 сентября 2021 21:45 UTC+2 +18°C | \| Чехия \| 1:1 (0:1) протокол (УЕФА) протокол (рус.) \| Украина \| \| Выдра 90+4′ \| Голы \| 27′ Корниенко \| | Чехия, Пльзень · Стадион: «Дусан Арена» · Зрителей: 5 231 · Судья: Филипп Глова · Лайнсмен: Петер Беднар · Лайнсмен: Эрик Вайсс |
| Составы: Украина: Бойко, Корниенко, Сирота, Кривцов (Соболь, 46), Качараба, Тымчик, Макаренко (Шапаренко, 56), Зубков (Булеца, 64), Зинченко, Ярмоленко (к) (Кочергин, 76), Сикан (Яремчук, 56) | | |
| Чехия | 1:1 (0:1) протокол (УЕФА) протокол (рус.)                                                                      | Украина |
| Выдра 90+4′ | Голы | 27′ Корниенко |

| 15 (288) Отборочный турнир XXII чемпионата мира Матч группы C 9 октября 2021 19:00 UTC+3 +12°C | \| Финляндия \| 1:2 (1:2) протокол (ФИФА) протокол (УЕФА) протокол (рус.) \| Украина \| \| Пукки 29′ \| Голы \| 4′ Ярмоленко · 34′ Яремчук \| | Финляндия, Хельсинки · Стадион: «Олимпийский» · Зрителей: 29 485 · Судья: Хесус Хиль Мансано · Лайнсмен: Анхель Невадо Родригес · Лайнсмен: Гуадалупе Поррас · Видеоарбитр: Рикардо де Бургос |
| Составы: Украина: Пятов (к), Соболь (Корниенко, 46), Матвиенко, Кривцов, Забарный, Тымчик, Степаненко (Сидорчук, 77), Цыганков (Зубков, 77), Шапаренко, Ярмоленко (Булеца, 86), Яремчук (Довбик, 86) | | |
| Финляндия | 1:2 (1:2) протокол (ФИФА) протокол (УЕФА) протокол (рус.)                                                                                     | Украина |
| Пукки 29′ | Голы | 4′ Ярмоленко · 34′ Яремчук |

| 16 (289) Отборочный турнир XXII чемпионата мира Матч группы C 12 октября 2021 21:45 UTC+3 +5°C                                                                                     | \| Украина \| 1:1 (1:0) протокол (ФИФА) протокол (УЕФА) протокол (рус.) \| Босния и Герцеговина \| \| Ярмоленко 15′ \| Голы \| 77′ Ахмедходжич \| | Украина, Львов · Стадион: «Арена Львов» · Зрителей: 23 810 · Судья: Феликс Цвайер · Лайнсмен: Марко Ахмюллер · Лайнсмен: Кристиан Дитц · Видеоарбитр: Бастиан Данкерт |
| Составы: Украина: Пятов (к), Соболь, Матвиенко, Кривцов, Забарный, Тымчик, Степаненко, Цыганков (Булеца, 82), Шапаренко (Сидорчук,72), Ярмоленко (Зубков, 82), Яремчук (Сикан, 72) | | |
| Украина | 1:1 (1:0) протокол (ФИФА) протокол (УЕФА) протокол (рус.)                                                                                         | Босния и Герцеговина |
| Ярмоленко 15′ | Голы | 77′ Ахмедходжич |

| 17 (290) Товарищеский матч 11 ноября 2021 19:30 UTC+2 +6°C | \| Украина \| 1:1 (0:1) протокол (УЕФА) протокол (рус.) \| Болгария \| \| Степаненко 79′ \| Голы \| 35′ Кирилов[болг.] \| | Украина, Одесса · Стадион: «Черноморец» · Зрителей: 10 000 · Судья: Арда Кардешлер · Лайнсмен: Керем Эрсой · Лайнсмен: Джевдет Кемюрджюоглу |
| Составы: Украина: Бущан (Ризнык, 46), Соболь (Коваленко, 68), Матвиенко, Кривцов, Тымчик, Сидорчук (Степаненко, 46), Зубков (Цыганков, 61), Зинченко, Малиновский (Гармаш, 78), Ярмоленко (к), Довбик (Яремчук, 46) | | |
| Украина | 1:1 (0:1) протокол (УЕФА) протокол (рус.)                                                                                 | Болгария |
| Степаненко 79′ | Голы | 35′ Кирилов |

| 18 (291) Отборочный турнир XXII чемпионата мира Матч группы C 16 ноября 2021 21:45 UTC+1 +6°C | \| Босния и Герцеговина \| 0:2 (0:0) протокол (ФИФА) протокол (УЕФА) протокол (рус.) \| Украина \| \| \| Голы \| 59′ Зинченко · 79′ Довбик \| | Босния и Герцеговина, Зеница · Стадион: «Билино Поле» · Зрителей: 3 370 · Судья: Антонио Матеу Лаос · Лайнсмен: Пау Себриан · Лайнсмен: Роберто дель Паломар · Видеоарбитр: Рикардо де Бургос |
| Составы: Украина: Бущан, Соболь (Шапаренко, 64), Матвиенко, Забарный, Тымчик, Степаненко, Цыганков (Довбик, 75), Зинченко, Малиновский (Сидорчук, 81), Ярмоленко (к) (Караваев, 81), Яремчук (Зубков, 75) | | |
| Босния и Герцеговина | 0:2 (0:0) протокол (ФИФА) протокол (УЕФА) протокол (рус.)                                                                                     | Украина |
| | Голы | 59′ Зинченко · 79′ Довбик |

## 2022 год
| 1 (299) Отборочный турнир XXII чемпионата мира Путь_A 1 июня 2022 18:00 UTC+1 +9°C | \| Шотландия \| 1:3 (0:1) протокол ФИФА протокол (УЕФА) отчёт (рус.) \| Украина \| \| Макгрегор 78′ \| Голы \| Ярмоленко 33′ · Яремчук 49′ · Довбик 90+5′ \| | Шотландия, Глазго · Стадион: Хэмпден Парк · Зрителей: 49 722 · Судья: Данни Маккели |
| Составы: Украина: Бущан - Караваев, Забарный, Матвиенко, Миколенко - Степаненко (Сидорчук 90+4), Малиновский (Шапаренко 72), Зинченко - Ярмоленко (Зубков 78), Яремчук (Довбик 78), Цыганков (Мудрик 72) | |                                                                                     |
| Шотландия | 1:3 (0:1) протокол ФИФА протокол (УЕФА) отчёт (рус.) | Украина                                                                             |
| Макгрегор 78′ | Голы | Ярмоленко 33′ · Яремчук 49′ · Довбик 90+5′                                          |

| 2 (300) Отборочный турнир XXII чемпионата мира Путь_A 5 июня 2022 17:00 UTC+1 +9°C | \| Уэльс \| 1:0 (1:0) протокол ФИФА протокол (УЕФА) отчёт (рус.) \| Украина \| \| Ярмоленко 34′ (авт.) \| Голы \| \| | Уэльс, Кардифф · Стадион: Кардифф Сити · Зрителей: 32 660 · Судья: Матеу Лаос |
| Составы: Украина: Бущан - Караваев, Забарный, Матвиенко, Миколенко - Степаненко (Сидорчук 69), Малиновский (Шапаренко 69), Зинченко - Ярмоленко, Яремчук (Довбик 77), Цыганков (Мудрик 77) | |                                                                               |
| Уэльс | 1:0 (1:0) протокол ФИФА протокол (УЕФА) отчёт (рус.)                                                                 | Украина                                                                       |
| Ярмоленко 34′ (авт.) | Голы |                                                                               |

| 3 (301) Лига наций УЕФА 2022/2023 Отборочный турнир Матч группы В1 8 июня 2022 20:45 UTC+1 +9°C                                                                                           | \| Ирландия \| 0:1 (0:0) протокол (УЕФА) отчёт (рус.) \| Украина \| \| \| Голы \| Цыганков 47′ \| | Ирландия, Дублин · Стадион: Авива · Зрителей: 40 111 · Судья: Филип Глова |
| Составы: Украина: Лунин - Бондарь, Попов, Сирота - Качараба (Караваев 72), Сидорчук (Игнатенко 88), Шапаренко, Миколенко - Зубков (Цыганков 46), Довбик (Сикан 80), Мудрик (Пихаленок 72) |                                                                                                   |                                                                           |
| Ирландия | 0:1 (0:0) протокол (УЕФА) отчёт (рус.)                                                            | Украина                                                                   |
| | Голы                                                                                              | Цыганков 47′                                                              |

| 4 (302) Лига наций УЕФА 2022/2023 Отборочный турнир Матч группы В1 11 июня 2022 20:45 UTC+1 +23°C | \| Украина \| 3:0 (0:0) протокол (УЕФА) отчёт (рус.) \| Армения \| \| Малиновский 61′ · Караваев 77′ · Миколенко 84′ \| Голы \| \| | Польша, Лодзь · Стадион: ЛКС · Зрителей: 12 503 · Судья: Даниель Стефанский |
| Составы: Украина: Пятов - Караваев, Забарный, Матвиенко, Зинченко (Миколенко 78) - Сидорчук (Игнатенко 85), Малиновский, Шапаренко (Пихаленок 70) - Цыганков, Яремчук (Довбик 70), Мудрик (Зубков 78) | |                                                                             |
| Украина | 3:0 (0:0) протокол (УЕФА) отчёт (рус.)                                                                                             | Армения                                                                     |
| Малиновский 61′ · Караваев 77′ · Миколенко 84′ | Голы |                                                                             |

| Украина      | 1:1                          | Ирландия      |
| ------------ | ---------------------------- | ------------- |
| - Довбик 47′ | протокол (УЕФА) отчёт (рус.) | - Коллинз 31′ |

| Шотландия                     | 3:0             | Украина |
| ----------------------------- | --------------- | ------- |
| - Макгинн 70′ - Дайкс 80′ 87′ | протокол (УЕФА) |         |

| Армения | 0:5             | Украина                                                    |
| ------- | --------------- | ---------------------------------------------------------- |
|         | протокол (УЕФА) | - Тымчик 22′ - Зубков 57′ - Довбик 69′ 84′ - Игнатенко 81′ |

| Украина | 0:0             | Шотландия |
| ------- | --------------- | --------- |
|         | протокол (УЕФА) |           |

## 2023 год
| 1 (307) Отборочный турнир XVII чемпионат Европы Матч группы C 26 марта 2023 18:00 UTC+1 +9°C | \| Англия \| 2:0 (2:0) протокол (УЕФА) отчёт (рус.) \| Украина \| \| Кейн 37′ · Сака 40′ \| Голы \| \| | Англия, Лондон · Стадион: «Уэмбли» · Зрителей: 83 947 · Судья: Тобиас Штилер · Лайнсмен: Кристиан Гиттельманн · Лайнсмен: Марко Ахмюллер |
| Составы: Украина: Трубин, Караваев (Буяльский 61), Сваток, Матвиенко, Миколенко (Соболь 61), Степаненко (Коноплянка 90), Судаков, Зинченко, Малиновский, Яремчук (Довбик 74), Мудрик (Цыганков 61) | | |
| Англия | 2:0 (2:0) протокол (УЕФА) отчёт (рус.)                                                                 | Украина |
| Кейн 37′ · Сака 40′ | Голы                                                                                                   | |

| 2 (308) Товарищеский матч 12 июня 2023 18:00 UTC+2 +28°C | \| Германия \| 3:3 (1:2) протокол УЕФА отчёт \| Украина \| \| Фюллькруг 6′ · Хаверц 84′ · Киммих 90+1′ (пен.) \| Голы \| Цыганков 19′, 53′ · Рюдигер 40′ (авт.) \| | Германия, Бремен · Стадион: «Везерштадион» · Зрителей: 35 795 · Судья: Анастасиос Сидиропулос |
| Составы: Украина: Трубин – Тымчик, Матвиенко, Забарный, Миколенко (Соболь 78) – Судаков, Степаненко (Игнатенко 64) – Ярмоленко (Малиновский 64), Мудрик (Пихаленок 78) – Цыганков (Зубков 71) – Довбик (Ванат 64) | |                                                                                               |
| Германия | 3:3 (1:2) протокол УЕФА отчёт | Украина                                                                                       |
| Фюллькруг 6′ · Хаверц 84′ · Киммих 90+1′ (пен.) | Голы | Цыганков 19′, 53′ · Рюдигер 40′ (авт.)                                                        |

| 3 (309) Отборочный турнир XVII чемпионат Европы Матч группы C 16 июня 2023 18:00 UTC+1 +18°C | \| Северная Македония \| 2:3 (2:0) протокол (УЕФА) отчёт (рус.) \| Украина \| \| Барди 31′ · Элмас 39′ \| Голы \| Забарный 62′ · Конопля 67′ · Цыганков 83′ \| | Северная Македония, Скопье · Стадион: «Тоше Проески» · Зрителей: 14 370 · Судья: Лукас Фендрих |
| Составы: Украина: Трубин – Тимчик (Конопля 46), Матвиенко, Забарный, Миколенко – Судаков, Степаненко – Ярмоленко (к) (Малиновский 66), Цыганков (Зубков 90+3), Мудрик (Сидорчук 90) – Довбик (Ванат 46) | |                                                                                                |
| Северная Македония | 2:3 (2:0) протокол (УЕФА) отчёт (рус.) | Украина                                                                                        |
| Барди 31′ · Элмас 39′ | Голы | Забарный 62′ · Конопля 67′ · Цыганков 83′                                                      |

| 4 (310) Отборочный турнир XVII чемпионат Европы Матч группы C 19 июня 2023 18:00 UTC+1 +18°C | \| Украина \| 1:0 (0:0) протокол (УЕФА) отчёт (рус.) \| Мальта \| \| Цыганков 72′ (пен.) \| Голы \| \| | Словакия, Трнава · Стадион: Стадион Антона Малатинского · Зрителей: 7 543 · Судья: Буке |
| Составы: Украина: Трубин — Конопля, Кривцов, Забарный, Матвиенко (Миколенко 46) — Ярмоленко (Сидорчук 81), Степаненко, Малиновский (Буяльський 63), Судаков — Цыганков (Сваток 90+5) — Ванат (Довбик 63) | |                                                                                         |
| Украина | 1:0 (0:0) протокол (УЕФА) отчёт (рус.)                                                                 | Мальта                                                                                  |
| Цыганков 72′ (пен.) | Голы                                                                                                   |                                                                                         |

| 5 (311) Отборочный турнир XVII чемпионат Европы Матч группы C 9 сентября 2023 19:00 UTC+1 | \| Украина \| 1:1 (1:1) протокол (УЕФА) отчёт (рус.) \| Англия \| \| Зинченко 26′ \| Голы \| Уокер 41′ \| | Польша, Вроцлав · Стадион: «Вроцлав» · Зрителей: 39 000 · Судья: Георгий Кабаков |
| Составы: Украина: Бущан – Миколенко, Матвиенко (Кривцов 46), Забарный, Конопля – Мудрик (Назарина 90), Зинченко (Буяльский 76), Степаненко, Цыганков – Судаков (Сидорчук 65) – Яремчук (Довбик 65) | |                                                                                  |
| Украина | 1:1 (1:1) протокол (УЕФА) отчёт (рус.)                                                                    | Англия                                                                           |
| Зинченко 26′ | Голы | Уокер 41′                                                                        |

| 6 (312) Отборочный турнир XVII чемпионат Европы Матч группы C 12 сентября 2023 18:00 UTC+1 +18°C                                                                                            | \| Италия \| 2:1 (2:1) протокол (УЕФА) отчёт (рус.) \| Украина \| \| Фраттези 12′, 29′ \| Голы \| Ярмоленко 41′ \| | Италия, Милан · Стадион: Джузеппе Меацца · Зрителей: 58 386 · Судья: Алехандро Эрнандес |
| Составы: Украина: Бущан, Конопля, Забарный, Кривцов, Миколенко, Степаненко (Сидорчук 84), Зинченко (Буяльский 75), Судаков, Ярмоленко (Мудрик 58), Довбык (Яремчук 58), Цыганков (Ванат 75) | |                                                                                         |
| Италия | 2:1 (2:1) протокол (УЕФА) отчёт (рус.)                                                                             | Украина                                                                                 |
| Фраттези 12′, 29′ | Голы | Ярмоленко 41′                                                                           |

| 7 (313) Отборочный турнир XVII чемпионат Европы Матч группы C 14 октября 2023 16:00 UTC+1 | \| Украина \| 2:0 (1:0) протокол (УЕФА) отчёт (рус.) \| Северная Македония \| \| Судаков 30′ · Караваев 90+5′ \| Голы \| \| | Чехия, Прага · Стадион: Типспорт Арена · Зрителей: 12 939 · Судья: Славко Винчич |
| Составы: Украина: Трубин – Конопля, Забарный, Матвиенко, Миколенко – Степаненко, Зинченко (Сидорчук 77) – Зубков (Малиновский 68), Судаков (Сваток 87), Мудрик (Караваев 88) – Довбик (Яремчук 76) | |                                                                                  |
| Украина | 2:0 (1:0) протокол (УЕФА) отчёт (рус.)                                                                                      | Северная Македония                                                               |
| Судаков 30′ · Караваев 90+5′ | Голы |                                                                                  |

| 8 (314) Отборочный турнир XVII чемпионат Европы Матч группы C 17 октября 2023 21:45 UTC+1 +15°C                                                                                          | \| Мальта \| 1:3 (1:2) протокол (УЕФА) отчёт (рус.) \| Украина \| \| Мбонг 13′ \| Голы \| Камензули[англ.] 38′ (авт.) · Довбик 43′ (пен.) · Мудрик 85′ \| | Словакия, Трнава · Стадион: Стадион Антона Малатинского · Зрителей: 3 547 · Судья: Мортен Крог |
| Составы: Украина: Трубин, Караваев (Зубков 76), Забарный, Матвиенко (Сваток 46), Миколенко, Сидорчук, Зинченко (Пихаленок 89), Ванат (Конопля 67), Судаков (Назарина 67), Мудрик, Довбик | |                                                                                                |
| Мальта | 1:3 (1:2) протокол (УЕФА) отчёт (рус.) | Украина                                                                                        |
| Мбонг 13′ | Голы | Камензули 38′ (авт.) · Довбик 43′ (пен.) · Мудрик 85′                                          |

| 9 (315) Отборочный турнир XVII чемпионат Европы Матч группы C 20 ноября 2023 21:45 UTC+1 | \| Украина \| 0:0 протокол (УЕФА) отчёт (рус.) \| Италия \| | Германия, Леверкузен · Стадион: Бай-Арена · Судья: Хиль Мансано |
| Составы: Украина: Трубин, Кoнoпля (Тымчик 86), Сватoк (Малиновский 90+1), Забарный, Миколенко, Степаненко (Пихаленок 80), Зинченко (Сикан 86), Судаков, Цыганков (Зубков 80), Довбик, Мудрик |                                                             |                                                                 |
| Украина | 0:0 протокол (УЕФА) отчёт (рус.)                            | Италия                                                          |

## 2024 год
| 1 (316) Отборочный турнир XVII чемпионат Европы Полуфинал плей-офф отбора 21 марта 2024 20:45 UTC+1                                                                                      | \| Босния и Герцеговина \| 1:2 протокол (УЕФА) отчёт (рус.) \| Украина \| \| Матвиенко 56′ (авт.) \| Голы \| Яремчук 85′ · Довбик 88′ \| | Босния и Герцеговина, Зеница · Стадион: Билино Поле · Судья: Феликс Цвайер |
| Составы: Украина: Лунин - Миколенко, Матвиенко, Забарный, Конопля - Зинченко (к) (Малиновский 76), Бражко (Яремчук 81) - Мудрик, Судаков, Зубков (Гуцуляк 76) - Довбик (Таловеров 90+2). | |                                                                            |
| Босния и Герцеговина | 1:2 протокол (УЕФА) отчёт (рус.) | Украина                                                                    |
| Матвиенко 56′ (авт.) | Голы | Яремчук 85′ · Довбик 88′                                                   |

| 2 (317) Отборочный турнир XVII чемпионат Европы Финал плей-офф отбора 26 марта 2024 16:00 UTC+1                                                                         | \| Украина \| 2:1 протокол (УЕФА) отчёт (рус.) \| Исландия \| \| Цыганков 54′ · Мудрик 84′ \| Голы \| Гюдмюндссон 30′ \| | Польша, Вроцлав · Стадион: Вроцлав · Судья: Тюрпен, Клеман |
| Составы: Украина: Лунин - Конопля, Забарный, Матвиенко, Миколенко - Бражко, Малиновский (Зинченко 64) - Цыганков (Таловеров 88), Судаков, Мудрик - Яремчук (Довбик 72). | |                                                            |
| Украина | 2:1 протокол (УЕФА) отчёт (рус.)                                                                                         | Исландия                                                   |
| Цыганков 54′ · Мудрик 84′ | Голы | Гюдмюндссон 30′                                            |

| 3 (318) Товарищеский матч 3 июня 2024 18:00 UTC+1 | \| Германия \| 0:0 отчёт (рус.) \| Украина \| | Германия, Нюрнберг · Стадион: Макс-Морлок-Штадион · Судья: Вальтер Альтманн |
| Составы: Украина: Трубин – Конопля (Тымчик 81), Забарный, Сваток, Матвиенко – Шапаренко (Судаков 73), Степаненко (Бражко 64), Зинченко – Цыганков (Ярмоленко 64), Яремчук (Довбик 73), Мудрик (Зубков 64) |                                               |                                                                             |
| Германия | 0:0 отчёт (рус.)                              | Украина                                                                     |

| 4 (319) Товарищеский матч 7 июня 2024 18:00 UTC+1 | \| Польша \| 3:1 отчёт (рус.) \| Украина \| \| Валюкевич 11′ · Зелиньский 17′ · Романчук 30′ \| Голы \| Довбик 41′ \| | Польша, Варшава · Стадион: Национальный стадион · Судья: Эндрю Мэдли |
| Составы: Украина: Бущан - Миколенко (Зинченко 46), Таловеров, Бондарь, Тымчик - Сидорчук (Шапаренко 81), Малиновский (Михайличенко 70) - Зубков (Мудрик 70), Судаков, Ярмоленко (к) (Цыганков 70) - Довбик (Ванат 77). | |                                                                      |
| Польша | 3:1 отчёт (рус.) | Украина                                                              |
| Валюкевич 11′ · Зелиньский 17′ · Романчук 30′ | Голы | Довбик 41′                                                           |

| 5 (320) Товарищеский матч 11 июня 2024 18:00 UTC+1 | \| Молдова \| 0:4 отчёт (рус.) \| Украина \| \| \| Голы \| Яремчук 2′ · Цыганков 43′ · Довбик 49′ · Судаков 54′ \| | Молдова, Кишинёв · Стадион: Зимбру · Судья: Андрей Чивулете |
| Составы: Украина: Лунин - Конопля, Забарный, Матвиенко, Миколенко (Зинченко 30) - Степаненко (Бражко 68), Судаков, Шапаренко (Малиновский 78) - Цыганков (Ярмоленко 69), Яремчук (Довбик 46), Мудрик (Зубков 69). | |                                                             |
| Молдова | 0:4 отчёт (рус.)                                                                                                   | Украина                                                     |
| | Голы | Яремчук 2′ · Цыганков 43′ · Довбик 49′ · Судаков 54′        |

| 6 (321) Финальный турнир XVII чемпионат Европы Матч группы Е 17 июня 2024 16:00 UTC+1 | \| Украина \| 0:3 протокол (УЕФА) отчёт (рус.) \| Румыния \| \| \| Голы \| Станчу 29′ · Марин 53′ · Дрэгушин 57′ \| | Германия, Мюнхен · Стадион: Альянц Арена · Зрителей: 61 591 · Судья: Нюберг, Гленн |
| Составы: Украина: Лунин - Зинченко, Матвиенко, Забарный, Конопля (Тымчик 72) - Шапаренко (Ярмоленко 63), Степаненко (к) (Бражко 63) - Мудрик, Судаков (Малиновский 83), Цыганков (Яремчук 63) - Довбык. | |                                                                                    |
| Украина | 0:3 протокол (УЕФА) отчёт (рус.)                                                                                    | Румыния                                                                            |
| | Голы | Станчу 29′ · Марин 53′ · Дрэгушин 57′                                              |

| 7 (322) Финальный турнир XVII чемпионат Европы Матч группы Е 21 июня 2024 16:00 UTC+1 | \| Украина \| 2:1 протокол (УЕФА) отчёт (рус.) \| Словакия \| \| Шапаренко 54′ · Яремчук 80′ \| Голы \| Шранц 18′ \| | Германия, Дюссельдорф · Стадион: Меркур Шпиль-Арена · Зрителей: 43 910 · Судья: Оливер, Майкл |
| Составы: Украина: Трубин - Зинченко, Матвиенко, Забарный, Тымчик - Бражко (Сидорчук 85), Шапаренко (Таловеров 90+2) - Мудрик (Малиновский 85), Судаков, Ярмоленко (к) (Зубков 67) - Довбик (Яремчук 67). | |                                                                                               |
| Украина | 2:1 протокол (УЕФА) отчёт (рус.)                                                                                     | Словакия                                                                                      |
| Шапаренко 54′ · Яремчук 80′ | Голы | Шранц 18′                                                                                     |

| 8 (323) Финальный турнир XVII чемпионат Европы Матч группы Е 26 июня 2024 19:00 UTC+1 | \| Украина \| 0:0 протокол (УЕФА) отчёт (рус.) \| Бельгия \| | Германия, Штутгарт · Стадион: Мерседес-Бенц Арена · Зрителей: 54 000 · Судья: Энтони Тейлор |
| Составы: Украина: Трубин - Тымчик, Забарный, Сваток (Ярмоленко 81), Матвиенко, Миколенко (Зинченко 58) - Шапаренко (Малиновский 70), Бражко (Степаненко 70), Судаков - Яремчук (Ванат 70), Довбик. |                                                              |                                                                                             |
| Украина | 0:0 протокол (УЕФА) отчёт (рус.)                             | Бельгия                                                                                     |

| 9 (324) Первый тур группового этапа Лиги наций УЕФА 2024/25 Матч группы B1 7 сентября 2024 20:45 UTC+1                                                                                | \| Украина \| 1:2 протокол (УЕФА) отчёт (рус.) \| Албания \| \| Конопля 35′ \| Голы \| Исмайли 54′ · Асани 66′ \| | Польша, Познань · Стадион: Городской стадион · Судья: Луиш Годинью |
| Составы: Украина: Трубин - Конопля, Забарный, Матвиенко, Миколенко - Судаков, Бражко (Малиновский 81), Шапаренко (Ванат 72) - Цыганков (Ярмоленко 72), Яремчук, Кабаев (Пихаленок 72) | |                                                                    |
| Украина | 1:2 протокол (УЕФА) отчёт (рус.)                                                                                  | Албания                                                            |
| Конопля 35′ | Голы | Исмайли 54′ · Асани 66′                                            |

| 9 (325) Второй тур группового этапа Лиги наций УЕФА 2024/25 Матч группы B1 10 сентября 2024 20:45 UTC+1                                                                                              | \| Чехия \| 3:2 протокол (УЕФА) отчёт (рус.) \| Украина \| \| Шульц 21′, 45+2′ · Соучек 80′ (пен.) \| Голы \| Ванат 54′ · Судаков 84′ \| | Польша, Вроцлав · Стадион: Городской стадион · Судья: Джон Битон |
| Составы: Украина: Трубин, Миколенко, Матвиенко, Забарный, Тымчик, Степаненко (Яремчук 80), Мудрик, Зинченко (Пихаленок 85), Шапаренко (Судаков 69), Ярмоленко (Цыганков 68), Ванат (Малиновский 84). | |                                                                  |
| Чехия | 3:2 протокол (УЕФА) отчёт (рус.) | Украина                                                          |
| Шульц 21′, 45+2′ · Соучек 80′ (пен.) | Голы | Ванат 54′ · Судаков 84′                                          |

| 9 (326) Третий тур группового этапа Лиги наций УЕФА 2024/25 Матч группы B1 11 октября 2024 20:45 UTC+1                                                                                             | \| Украина \| 1:0 протокол (УЕФА) отчёт (рус.) \| Грузия \| \| Мудрик 35′ \| Голы \| \| | Польша, Познань · Стадион: Городской стадион · Судья: Юлиан Вайнбергер |
| Составы: Украина: Трубин - Конопля, Забарный, Таловеров, Матвиенко - Судаков (Сваток 90+3), Калюжный (Крыськив 90+3), Шапаренко - Гуцуляк (Зубков 75), Довбик (Яремчук 75), Мудрик (Назаренко 85). |                                                                                         |                                                                        |
| Украина | 1:0 протокол (УЕФА) отчёт (рус.)                                                        | Грузия                                                                 |
| Мудрик 35′ | Голы                                                                                    |                                                                        |

| 9 (327) Четвертый тур группового этапа Лиги наций УЕФА 2024/25 Матч группы B1 14 октября 2024 20:45 UTC+1                                                                                            | \| Украина \| 1:1 протокол (УЕФА) отчёт (рус.) \| Чехия \| \| Довбик 52′ (пен.) \| Голы \| Черв 18′ \| | Польша, Вроцлав · Стадион: Городской стадион · Судья: Гильермо Фернандес |
| Составы: Украина: Трубин - Матвиенко, Таловеров, Забарный, Конопля (Тымчик 80) - Степаненко (к) (Калюжный 64) - Мудрик, Судаков, Шапаренко (Крыськив 64), Гуцуляк (Зубков 22) - Довбик (Яремчук 80). | |                                                                          |
| Украина | 1:1 протокол (УЕФА) отчёт (рус.)                                                                       | Чехия                                                                    |
| Довбик 52′ (пен.) | Голы                                                                                                   | Черв 18′                                                                 |

| 9 (328) Пятый тур группового этапа Лиги наций УЕФА 2024/25 Матч группы B1 16 ноября 2024 20:45 UTC+1                                                                                        | \| Грузия \| 1:1 протокол (УЕФА) отчёт (рус.) \| Украина \| \| Микаутадзе 76′ \| Голы \| Кверквелия 7′ (авт.) \| | Грузия, Батуми · Стадион: Батуми-Арена · Судья: Крис Кавана |
| Составы: Украина: Трубин, Миколенко, Матвиенко, Забарный, Конопля, Бражко (Калюжный 80), Мудрик, Судаков (Назаренко 86), Шапаренко (Крыськив 64), Зубков (Гуцуляк 64), Довбик (Яремчук 80). | |                                                             |
| Грузия | 1:1 протокол (УЕФА) отчёт (рус.)                                                                                 | Украина                                                     |
| Микаутадзе 76′ | Голы | Кверквелия 7′ (авт.)                                        |

| 9 (329) Шестой тур группового этапа Лиги наций УЕФА 2024/25 Матч группы B1 19 ноября 2024 20:45 UTC+1                                                                                          | \| Албания \| 1:2 протокол (УЕФА) отчёт (рус.) \| Украина \| \| Байрами 75′ \| Голы \| Зинченко 5′ · Яремчук 10′ \| | Албания, Тирана · Стадион: Арена Комбетаре · Судья: Жуан Пинейру |
| Составы: Украина: Трубин - Конопля (Сыч 76), Забарный, Матвиенко, Миколенко - Зинченко (Шапаренко 69), Калюжный, Судаков - Гуцуляк (Таловеров 85), Яремчук (Довбик 76), Мудрик (Назаренко 85). | |                                                                  |
| Албания | 1:2 протокол (УЕФА) отчёт (рус.)                                                                                    | Украина                                                          |
| Байрами 75′ | Голы | Зинченко 5′ · Яремчук 10′                                        |

## 2025 год
| 1 (330) Плей-офф Лиги наций Лиги наций УЕФА 2024/25 Стыковые матчи лиги A/B 20 марта 2025 21:45 UTC+1                                                                                       | \| Украина \| 3:1 протокол (УЕФА) отчёт (рус.) \| Бельгия \| \| Гуцуляк 66′ · Ванат 73′ · Забарный 79′ \| Голы \| Лукаку 40′ \| | Испания, Мурсия · Стадион: Нуэва-Кондомина · Судья: Сандро Шерер |
| Составы: Украина: Лунин – Конопля (Сыч 25 (Ярмолюк 62)), Забарный, Матвиенко, Миколенко – Калюжный (Назарина 88) – Цыганков, Шапаренко (Ванат 62), Зинченко, Судаков – Яремчук (Гуцуляк 62) | |                                                                  |
| Украина | 3:1 протокол (УЕФА) отчёт (рус.)                                                                                                | Бельгия                                                          |
| Гуцуляк 66′ · Ванат 73′ · Забарный 79′ | Голы | Лукаку 40′                                                       |

| 2 (331) Плей-офф Лиги наций Лиги наций УЕФА 2024/25 Плей-офф Лиги наций за выход в дивизион А 23 марта 2025 21:45 UTC+1                                                                        | \| Бельгия \| 3:0 протокол (УЕФА) отчёт (рус.) \| Украина \| \| Де Кёйпер 70′ · Лукаку 76′, 86′ \| Голы \| \| | Бельгия, Генк · Стадион: Кристал-арена · Судья: Даниэль Зиберт |
| Составы: Украина: Лунин, Миколенко (Михайличенко 69), Матвиенко, Сваток (Яремчук 89), Забарный, Зинченко, Судаков (Цыганков 68), Ярмолюк, Калюжный, Гуцуляк (Ярмоленко 89), Ванат (Довбик 69). | |                                                                |
| Бельгия | 3:0 протокол (УЕФА) отчёт (рус.)                                                                              | Украина                                                        |
| Де Кёйпер 70′ · Лукаку 76′, 86′ | Голы |                                                                |

| 3 (332) Товарищеский матч Турнир Canadian Shield 2025 7 июня 2025 22:30 UTC+4 | \| Канада \| 4:2 отчёт (рус.) \| Украина \| \| Дэвид Джонатан 4′, 24′ · Промис Дэвид 31′ · Бьюкенен 82′ \| Голы \| Забарный 89′ · Зинченко 90+2′ \| | Канада, Торонто · Стадион: Бимо Филд |
| Составы: Украина: Трубин (Ризник 66) - Тымчик, Бондарь, Забарный, Матвиенко (Гуцуляк 66) - Зинченко, Калюжный (Кабаев 89), Шапаренко (Пихальонок 58) - Цыганков (Зубков 66), Яремчук (Михайленко 66), Судаков. | |                                      |
| Канада | 4:2 отчёт (рус.) | Украина                              |
| Дэвид Джонатан 4′, 24′ · Промис Дэвид 31′ · Бьюкенен 82′ | Голы | Забарный 89′ · Зинченко 90+2′        |

| 4 (333) Товарищеский матч Турнир Canadian Shield 2025 10 июня 2025 23:50 UTC+4 | \| Новая Зеландия \| 1:2 отчёт (рус.) \| Украина \| \| Стаменич 59′ \| Голы \| Гуцуляк 54′ · Зинченко 75′ \| | Канада, Торонто · Стадион: Бимо Филд |
| Составы: Украина: Лунин - Тымчик, Чеберко (Таловеров 66), Забарный, Михайличенко (Мартынюк 66) - Пихаленок (Шапаренко 83), Михайленко (Зинченко 73), Назарина - Зубков (Цыганков 73), Гуцуляк, Кабаев (Яремчук 66). | |                                      |
| Новая Зеландия | 1:2 отчёт (рус.)                                                                                             | Украина                              |
| Стаменич 59′ | Голы | Гуцуляк 54′ · Зинченко 75′           |

| 5 (334) Отборочный турнир XXIII чемпионата мира Группа D 5 сентября 2025 20:45 UTC+1 | \| Украина \| \| Франция \| | Украина |
| Составы: Украина:                                                                    |                             |         |
| Украина                                                                              |                             | Франция |

## Баланс матчей
Для подсчёта очков использована система, при которой за победу начисляется 2 очка, за ничью — 1, за поражение — 0

### Матчи по годам
Данные откорректированы по состоянию на 1 января 2022 года
| Год   | И  | В | Н | П | ЗГ | ПГ | ±   | О* | %*    | Первый матч     | Последний матч | Запланированный матч |
| ----- | -- | - | - | - | -- | -- | --- | -- | ----- | --------------- | -------------- | -------------------- |
| 2020  | 7  | 2 | 0 | 5 | 6  | 19 | −13 | 4  | 28.57 | 3 сентября      | 17 ноября      |                      |
| 2021  | 18 | 6 | 9 | 3 | 25 | 21 | +4  | 21 | 58.33 | 24 марта        | 16 ноября      |                      |
| Всего | 25 | 8 | 9 | 8 | 31 | 40 | −9  | 25 | 50.00 | 3 сентября 2020 | 16 ноября 2021 | 24 марта 2022        |

### Матчи по турнирам
Данные откорректированы по состоянию на 1 января 2022 года

### Матчи по месту проведения
Данные откорректированы по состоянию на 1 января 2022 года

#### Домашние матчи по городам и стадионам
Данные откорректированы по состоянию на 1 января 2022 года
Пять стадионов в пяти городах принимали домашние матчи национальной сборной.

### Матчи по соперникам
Данные откорректированы по состоянию на 1 января 2022 года
В общей сложности сборная Украины проводила матчи с командами 18 государств.
Со сборной Украины в матчах против соперника:
 больше очков
 одинаково очков, разница мячей положительная
 одинаково очков, разница мячей нулевая
 одинаково очков, разница мячей отрицательная
 меньше очков

### По конфедерациям
Данные откорректированы по состоянию на 1 января 2022 года